# Vasili Rozanov
Vasili Vasilievici Rozanov (rusă Василий Васильевич Рóзанов) (n. 2 mai 1856, Vetluga⁠(d), Gubernia Kostroma⁠(d), Imperiul Rus – d. 5 februarie 1919, Sergiev, Gubernia Moscova⁠(d), RSFS Rusă), a fost unul dintre cei mai contoversați scriitori și filozofi ai perioadei antebelice din Rusia.
1. ↑  The Fine Art Archive, accesat în 1 aprilie 2021
2. ↑  Literatorî Sankt-Peterburga. HH vek
3. ↑  Russkaia literatura XX veka. Tom 3, 2005[*] Verificați valoarea |titlelink= (ajutor)
4. 1 2  Розанов Василий Васильевич, Marea Enciclopedie Sovietică (1969–1978)[*]
5. ↑  Vasily Rozanov, Rozanov, Vasily[*]
6. ↑  Vasilij Vasilʹevič Rozanov, Autoritatea BnF
7. ↑  Wassili Wassiljewitsch Rosanow, Brockhaus Enzyklopädie
8. ↑  Vasily Vasilyevich Rozanov, Encyclopædia Britannica Online, accesat în 9 octombrie 2017
9. ↑  CONOR.SI[*] Verificați valoarea |titlelink= (ajutor)
10. ↑  Czech National Authority Database, accesat în 1 martie 2022